# 곱창

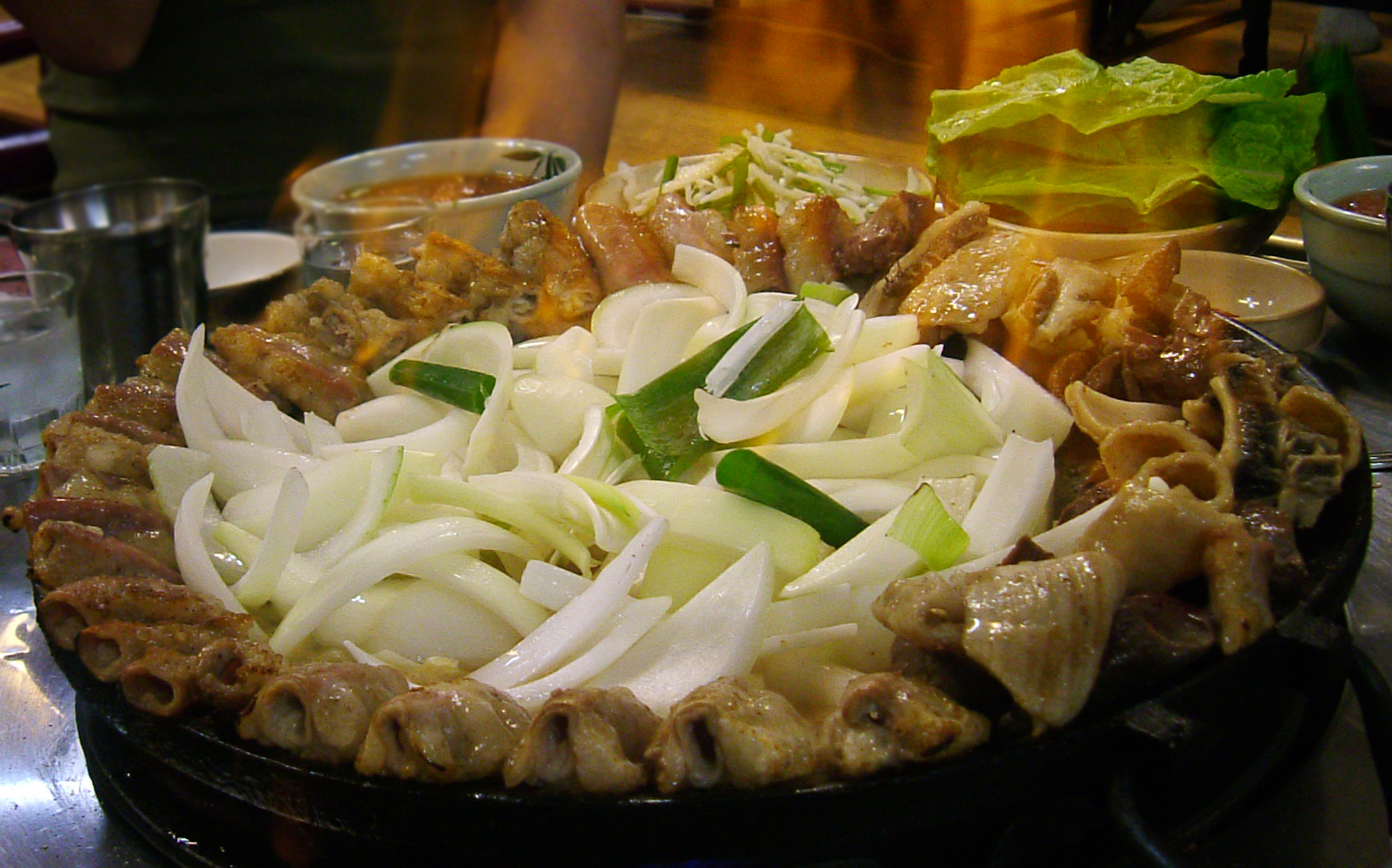

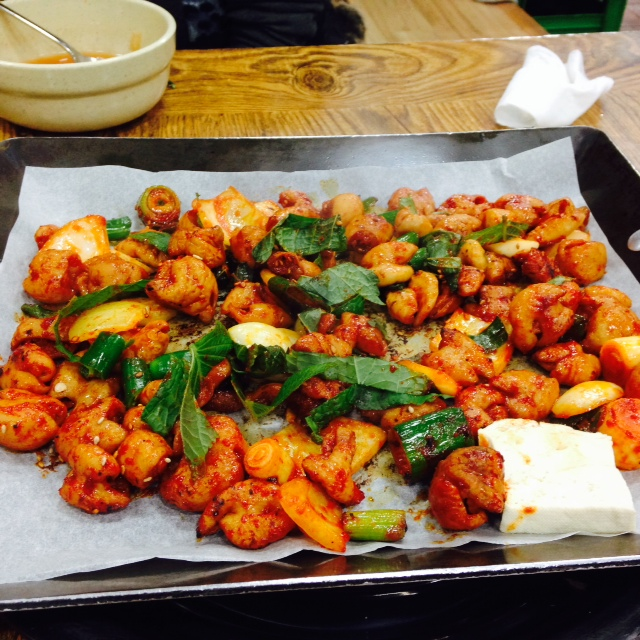
양념 곱창

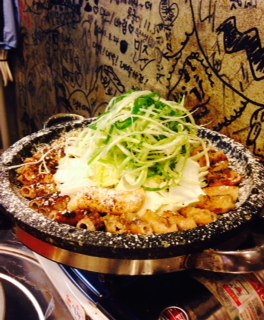
곱창

곱창은 소나 돼지의 작은창자로 만든 요리이다. 주로 포장마차나 곱창 전문 음식점에서 나오며, 곱창볶음, 곱창전골 등의 음식이 있다. 곱창은 1소접시(100그램)에 141킬로칼로리의 에너지를 갖고 있다. 철분과 비타민을 함유하고 있으며 특유의 식감이 좋아 한국인들이 많이 찾는 음식이다.
곱창 자체는 작은창자를 뜻하지만, 소의 다른 내장기관을 쓴 요리도 비슷한 이름이 붙는다. 소의 4개 위 중에서 첫번째인 '양'을 쓸 경우 '양곱창', 네번째 위를 쓸 경우 '막창', 큰창자를 쓸 경우 '대창', 심장은 '염통'이라 부르며, 다양한 부위를 섞어 한 접시로 내는 경우가 많다.

## 영양성분[2]
돼지, 부산물, 소장(곱창), 삶은것
| 에너지 | 수분 | 단백질 | 지질 | 회분 | 탄수화물 |
| ------ | ---- | ------ | ---- | ---- | -------- |
| 171    | 73.7 | 14.0   | 11.9 | 0.4  | 0.0      |

쇠고기, 부산물, 소장(곱창)
| 에너지 | 수분 | 단백질 | 지질 | 회분 | 탄수화물 |
| ------ | ---- | ------ | ---- | ---- | -------- |
| 141    | 79.2 | 9.0    | 11.3 | 0.4  | 0.1      |